# Michèle Anne De Mey

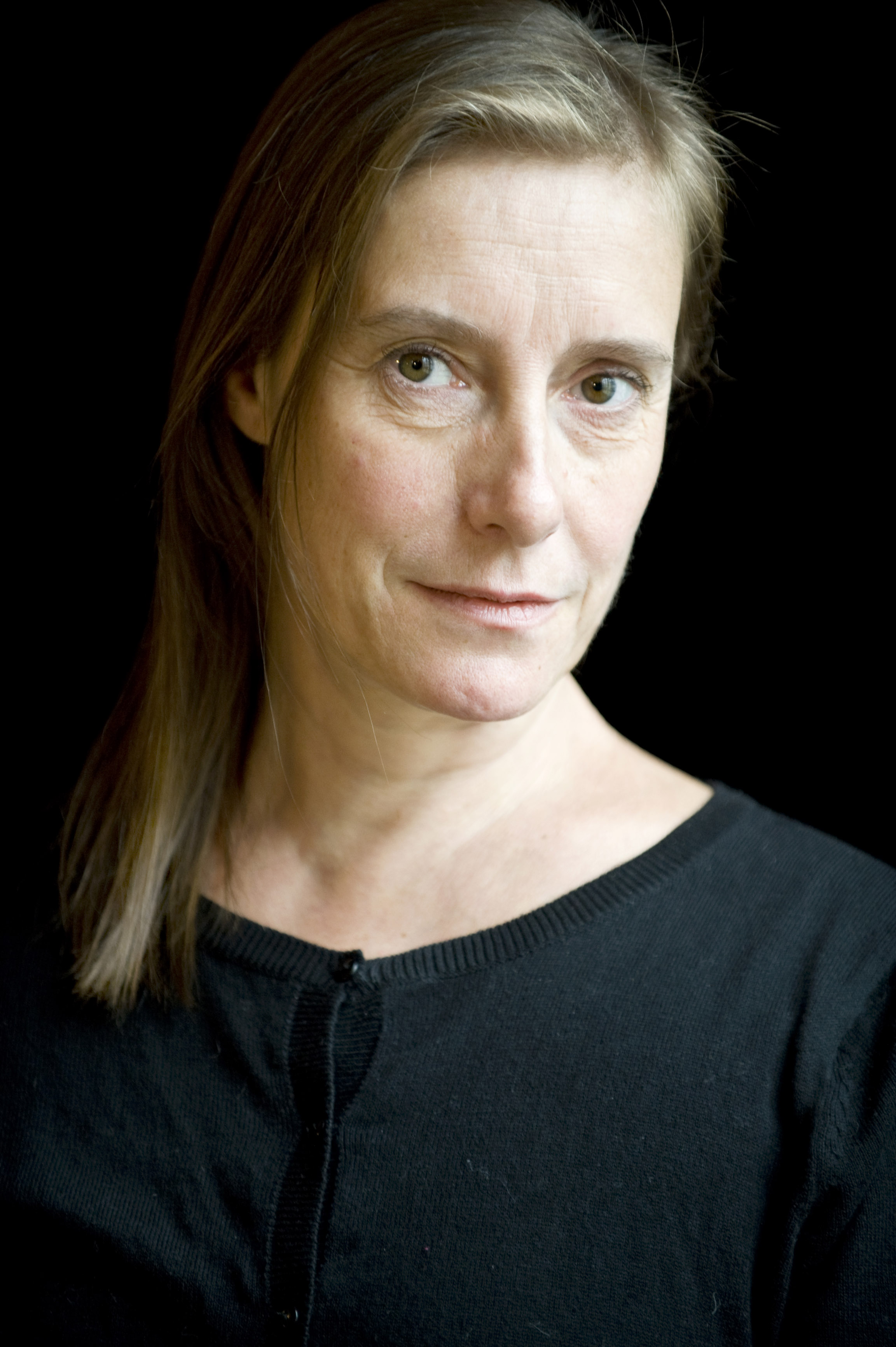
Michèle Anne De Mey (2011)

Michèle Anne De Mey (* 1959 in Brüssel, Belgien) ist eine belgische Tänzerin und Choreografin.

## Leben
Michèle Anne De Mey studierte von 1976 bis 1979 unter Lilian Lambert an der École Mudra Tanz. Anschließend erarbeitete sie seit 1981 unterschiedliche Choreografien. Im Jahr 1983 trat sie der Compagnie Rosas bei. Häufiger arbeitete sie mit ihrem Bruder, den belgischen Komponisten Thierry De Mey zusammen.

## Choreographien
- 1981: Passé simple
- 1984: Ballatum
- 1986: Face à face (avec Pierre Droulers)
- 1990: Sinfonia Eroica
- 1991: Châteaux en Espagne
- 1992: L’Histoire du soldat (pour le Théâtre de la Monnaie)
- 1992: Sonatas 555
- 1994: Love Sonnets (film)
- 1994: Pulcinella
- 1995: Cahier
- 1997: Katamênia
- 2000: 35 m²
- 2000: Le Sacre en couleurs
- 2001: Utopie
- 2002: Raining Dogs
- 2004: 12 Easy Waltzes
- 2006: Sinfonia Eroica (re-création)
- 2007: P.L.U.G.
- 2009: Neige
- 2011: Kiss and Cry
- 2015: Cold Blood